# شبراج
الشَبراج (بالإنجليزية: Chaps)‏ هو بنطال جلدي أو غطاءٌ جلدي متين يلبسه رعاة البقر لحماية الساق والفخذ.